# 偽装退却
偽装退却（ぎそうたいきゃく　英語: feigned retreat）は、一度自軍を撤退させる、もしくは潰走したと見せかけて、敵の追撃を誘ったのち、反撃に転じる軍事戦術。
軍と兵の高い規律が求められる、極めて難しい戦術である。規律の緩い兵では、見せかけの撤退を自軍の敗北と誤認し、本当に潰走しかねないためである。

## 歴史
紀元前6世紀ごろ、中国・春秋時代に孫武が著した兵法書『孫子』第七編には、「佯北勿從（佯（いつは）り北（に）ぐるに從う勿れ）」。と書かれている。これは、突然逃げ出したり弱みを見せたりする敵を追うと奇襲に遭う恐れがあるという戒めである。
ヘロドトスによれば、紀元前480年のテルモピュライの戦いで、スパルタ軍が偽装退却を用いてアケメネス朝の不死隊を破った。
紀元前262年、第一次ポエニ戦争中のアグリゲントゥムの戦いの前哨戦で、包囲下のアグリゲントゥム救援のためカルタゴはハンノを派遣した。ハンノは配下のヌミディア騎兵に対し、ローマ軍を攻撃した後に偽装退却するよう命じた。彼の思惑通り、ローマ軍はヌミディア騎兵を追撃しているうちにカルタゴ本軍に遭遇し、大打撃を受けた。その後、ローマ軍は改めてハンノを破り、撤退させている。
紀元前221年、セレウコス朝のアンティオコス3世に仕えたアカイア・ギリシア人傭兵クセノエタスが、メディア総督モロンの鎮圧に使わされた。モロンはクセノエタスがチグリス川を越えたところで偽装退却をかけた。クセノエタスの軍が油断し、酔って寝ているところをモロンの軍が急襲した。クセノエタスは戦死し、その軍は壊滅した。
9世紀から10世紀にかけてヨーロッパに侵攻したマジャル人は、偽装退却を効果的に用いてフランク人諸国を翻弄した。899年、彼らはブレンタ川の戦いで偽装退却戦術によりイタリア王国軍を破った。910年6月12日、アウクスブルクの南で第一次レヒフェルトの戦いが起こった。複合弓を持つマジャル人軽騎兵は繰り返し偽装退却を仕掛け、ルートヴィヒ4世率いる東フランク王国軍の重騎兵をおびき出した。そこから反撃に出たマジャル人はまず敵の重騎兵を破り、続いて歩兵を壊滅させた。10日後の22日に起きたレドニッツの戦いでも、東フランク王国軍は壊滅的敗北を喫している。
1066年のノルマン・コンクェストの際、ウィリアム1世はヘースティングズの戦いで偽装退却を2度行い、イングランド軍に勝利した。
1104年5月のハッラーンの戦いで、十字軍国家のアンティオキア公国・エデッサ伯国とルーム・セルジューク朝が衝突した。セルジューク朝軍が偽装退却を行い、これを十字軍が2日にわたり追撃した。そして5月7日、セルジューク朝軍が反撃に出て十字軍を散々に破り、エデッサ伯ボードゥアン（のちエルサレム王）らを捕虜とするなどした。
モンゴル帝国も偽装退却を頻繁に用いて勢力を広げた。1220年、チンギス・カンはホラズム・シャー朝の首都サマルカンドを攻める際、偽装退却によって守備兵の半分をおびき出して壊滅させた（モンゴルのホラズム・シャー朝征服）。
日本では、戦国時代の島津氏が行った偽装退却（釣り野伏）が有名である。1572年6月、島津義弘は木崎原の戦いで伊東義祐の圧倒的な大軍を釣り野伏せで破った。

## 著名な戦闘
- アグリゲントゥムの戦い (紀元前262年)
- チュニスの戦い (紀元前240年)
- トレビアの戦い (紀元前218年)
- 濰水の戦い（中国語版） (紀元前204年)
- ティグラノセルタの戦い (紀元前69年)
- カルラエの戦い (紀元前53年)
- バグラダス川の戦い (紀元前49年)
- ルグドゥヌムの戦い (197年)
- 博望坡の戦い (202年)
- ナイススの戦い (268年)
- 淝水の戦い (383年)
- 薩水の戦い（中国語版） (612年)
- イッススの戦い (622年)
- サルスの戦い (625年)
- ニネヴェの戦い (627年)
- ニハーヴァンドの戦い (642)
- ダン・ネクテインの戦い (685)
- アンブレーヴの戦い (716)
- ブレンタ川の戦い (899)
- レヒフェルトの戦い (910)
- ピュヘンの戦い (919)
- アルカディオポリスの戦い (970年)
- コンクレイユの戦い (992)
- ヘースティングズの戦い (1066)
- カラヴリェの戦い (1078)
- ラリッサの戦い (1083)
- ハッラーンの戦い (1104)
- アッサンナブラの戦い (1113)
- ソゾポリスの戦い (1120)
- クレッソン泉の戦い (1187)
- 第二次タラーインの戦い (1192)
- アドリアノープルの戦い (1205年)
- クナンの戦い (1222年)
- カルカ河畔の戦い (1223年)
- フミェルニクの戦い (1241年)
- ワールシュタットの戦い (1241年)
- アイン・ジャールートの戦い (1260年)
- モクリンの戦い (1280年)
- ナポリ湾の戦い (1284年)
- キリの戦い (1299年)
- ヴォルスクラ川の戦い (1399年)
- グルンヴァルトの戦い (1410年)
- リパニの戦い (1434年)
- オフリドの戦い (1464年)
- メルブの戦い (1510年)
- アカフトラの戦い (1524年)
- アンクラム・ムーアの戦い (1545年)
- 木崎原の戦い (1572年)
- 耳川の戦い (1578年)
- 閑山島海戦 (1592年)
- Battle of Traigh Ghruinneart (1598年)
- 石垣原の戦い (1600年)
- ミラスラウの戦い (1600年)
- オルーミーイェの戦い (1604年)
- キルクホルムの戦い (1605年)
- プロストキの戦い (1656年)
- マスグローブ・ミルの戦い (1780年)
- カスティリオーネの戦い (1796年)
- デリーの戦い (1803年)
- アウステルリッツの戦い (1805年)
- フェッターマン虐殺 (1866年)